# 奥斯昂纳斯普
奥斯昂纳斯普（法語：Osse-en-Aspe，法語發音：[ɔs ɑ̃n‿asp]）是法国大西洋比利牛斯省的一个市镇，位于该省东南部，属于奥洛龙-圣玛丽区。

## 地理
奥斯昂纳斯普（42°59'44"N, 0°37'2"W）面积43.03 平方千米，位于法国新阿基坦大区大西洋比利牛斯省，该省份为法国东南部省份，涵盖了贝阿恩与北巴斯克，西临大西洋比斯開灣，北至朗德省，东北接热尔省，东临上比利牛斯省，南与西班牙接壤。
与奥斯昂纳斯普接壤的市镇（或旧市镇、城区）包括：阿雷特、伯杜斯、莱斯-阿塔斯、卢尔迪奥斯-伊谢尔、萨朗斯。
奥斯昂纳斯普的时区为UTC+01:00、UTC+02:00（夏令时）。

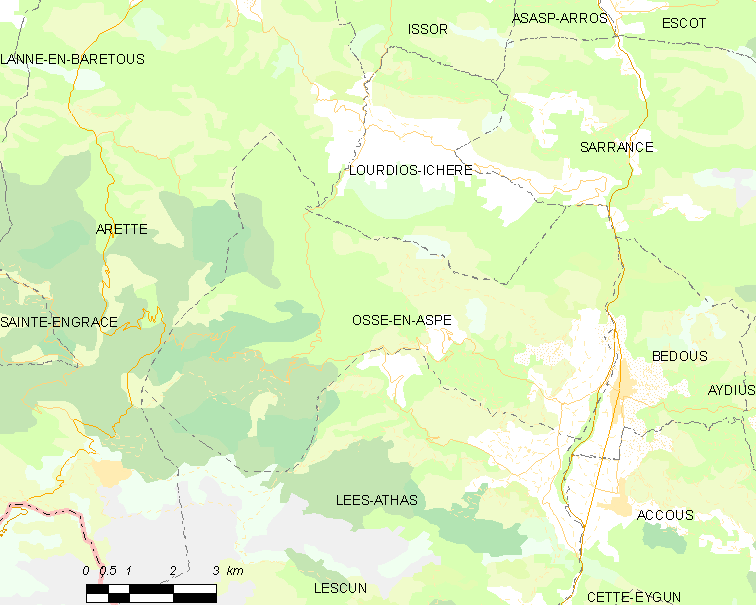
奥斯昂纳斯普的OSM定位图

## 行政
奥斯昂纳斯普的邮政编码为64490，INSEE市镇编码为64433。

## 政治
奥斯昂纳斯普所属的省级选区为奥洛龙-圣玛丽第一县。

## 人口

1962-2008年间奥斯昂纳斯普人口变化图示

奥斯昂纳斯普于2022年1月1日时的人口数量为332人。